# هوهندودلبن
هوهندودلبن (به آلمانی: Hohendodeleben) یک منطقهٔ مسکونی در آلمان است که در وانزلبن-وورده واقع شده‌است. هوهندودلبن ۱٬۸۱۳ نفر جمعیت دارد.